# Ґиньов
Ґиньов (словац. Gyňov) — село в окрузі Кошиці-околиця Кошицького краю Словаччини. Площа села 5,38 км². Станом на 31 грудня 2016 року в селі проживало 643 жителі.

## Історія
Перші згадки про село датуються 1255 роком.

## Населення
| Рік:            | 1994. | 2004.   | 2014.   | 2024.    |
| --------------- | ----- | ------- | ------- | -------- |
| Кількість осіб: | 584   | 564     | 617     | 689      |
| Різниця:        |       | -3,42 % | +9,39 % | +11,66 % |

| Рік:            | 2023. | 2024.   |
| --------------- | ----- | ------- |
| Кількість осіб: | 683   | 689     |
| Різниця:        |       | +0,87 % |